# Жоффруа V де Жуанвиль
Жоффруа́ V де Жуанви́ль (фр. Geoffroy V de Joinville), или Жоффруа́ Трусливый (фр. Geoffroy V Le Trouillard; ум. 1203 / 1204, Крак-де-Шевалье, графство Триполи) — французский аристократ, сеньор де Жуанвиль с 1190 по 1204 год, наследный сенешаль графства Шампань. Участник третьего (1189—1190) и четвёртого (1202—1204) крестовых походов.

## Биография
Дата и место рождения Жоффруа V неизвестны. Он был старшим сыном Жоффруа IV де Жуанвиля и Эльвиды, дочери Ги I де Дампьера. Его дед по материнской линии в 1125 году вступил в ряды тамплиеров и умер на Святой Земле. В 1189 году Жоффруа V, вместе с отцом, участвовал в Третьем крестовом походе. Получил высокую оценку в «Книге» средневекового поэта Гийо де Провена: «Кто такой Жоффруа де Жуанвиль? Благодаря святому Эгидию, нет у них рыцаря лучше него по эту сторону Пунта-дель-Фаро». Он был талантливым воином. За отвагу и умение сражаться английский король Ричард I Львиное Сердце, глава Третьего крестового похода, позволил ему внести в свой родовой герб красного льва с герба английского королевства. Отец Жоффруа V умер во время осады Акры в августе 1190 года.
Жоффруа V присутствовал на свадьбе шампанского графа Тибо III и Бланки Наваррской в Шартре 1 июля 1199 года, где подписал акт о приданом, которое граф оставлял жене в случае своей смерти. Через неделю после смерти Тибо III, 24 мая 1201 года, Жоффруа присутствовал в Сансе на принесении оммажа вдовой покойного графа Шампани французскому королю Филиппу II от имени несовершеннолетнего сына, графа Тибо IV.
После смерти Тибо III, который поклялся участвовать в крестовом походе, Жоффруа V, вместе с Жоффруа де Виллардуэном, Матье II де Монморанси и Симоном IV де Монфором, обратились к бургундскому герцогу Эду III с просьбой исполнить клятву покойного графа Шампани и возглавить крестовый поход. Герцог отказался. Жоффруа, от имени товарищей, обратился с этой просьбой к графу Тибо I де Бару, который также отказался.
В 1201 году, готовясь к крестовому походу, Жоффруа V подарил аббатству Клерво церковь Святого Лаврентия в Жуанвиле и крепостных крестьян в Ватриньеве, подчинённых аббатству Святого Урбана, располагавшегося близ Жуанвиля. В актах дарения он прямо указал на своё намерение отправиться в Иерусалим и посетить Гроб Господень. Однако нет документов, говорящих о его присутствии в основной армии крестоносцев. Жоффруа де Виллардуэн в своей хронике не упоминает о сеньоре Жуанвиля после неудачных переговоров с графом Бара. Он не называет его в числе крестоносцев, отколовшихся от основной армии в Пьяченце и отправившихся в Сирию через порты Апулии, хотя, возможно, Жоффруа V так и сделал. В 1201 году Робер, сеньор Сайи, младший брат Жоффруа V, вступил в армию крестоносцев под командованием Готье III, графа Бриенна, но умер по дороге в Апулии в 1203 году.
Жоффруа V добрался до Сирии. Об этом сохранилось свидетельство Альберика де Труа-Фонтена: «Жоффруа, старший по рождению [сын Жоффруа IV], по прозвищу Трусливый, самый известный рыцарь, носящий знак креста, пересёк море и после многих подвигов там он умер».
Он умер в Крак-де-Шевалье в конце 1203 или начале 1204 года и был похоронен в часовне этой крепости. Поскольку у него не было детей, ему наследовал младший брат Симон. Щит Жоффруа V висел в часовне Крак-де-Шевалье вместе с другими щитами крестоносцев, пока пятьдесят лет спустя, во время Седьмого крестового похода в 1253—1254 годах, его племянник Жан де Жуанвиль не забрал его и не положил в церкви Святого Лаврентия в Жуанвиле. Щит висел в этой церкви до 1544 года, когда был украден немецкими наёмниками во время Итальянской войны 1542—1546 годов.
Прозвище Жоффруа V «Трусливый» упоминается в эпитафии, написанной в 1311 году его племянником, Жаном де Жуанвилем, для гробницы их предка Жоффруа III в аббатстве Клерво. Эпитафия содержит генеалогию семьи, и в ней есть запись о «Жоффруа Трусливом, который был сеньором Жуанвиля». Происхождение прозвища неизвестно, но в Шампани оно часто встречалось у аристократов. Так, некоторые члены семьи Виллардуэн носили такое прозвание. Поздняя легенда о происхождении прозвища, датируемая 1498 годом, возникла при дворе лотарингского герцога Рене II. Согласно этой легенде, Жоффруа V получил своё прозвище из-за убийства генуэзского пирата, которое, поддавшись панике, он совершил не мечом, а гарпуном.